# Condado de Wilbarger
O Condado de Wilbarger é um dos 254 condados do estado norte-americano do Texas. A sede do condado é Vernon, e sua maior cidade é Vernon.
O condado possui uma área de 2 533 km² (dos quais 18 km² estão cobertos por água), uma população de 14 676 habitantes, e uma densidade populacional de 6 hab/km² (segundo o censo nacional de 2000).
O condado foi criado em 1858.